# Ugo Bassani
Ugo Bassani   (Pàdua i Verona, 5 de juny de 1851 - 23 d'abril de 1914) fou un poeta i compositor italià.
Va estudiar a Milà i va ser un dels alumnes favorits d'Antonio Bazzini, director del Conservatori de Milà i de Franz Liszt, dels quals també en fou gran amic. Va compondre diverses composicions per a piano, i un estudi molt important que es publicà en el Metodo di pianoforte que fou editat per Lebert i Ludwig Stark. Les composicions de Bassani per a piano u orquestra són molt apreciats i foren publicats a Lucca i Ricordi a Milà.
En la primera dècada del segle XX se sap que vivia a Venècia, però després no se'n sap res de la seva vida.